# Paralimnophila barringtonia
Paralimnophila barringtonia är en tvåvingeart som först beskrevs av Alexander 1928.  Paralimnophila barringtonia ingår i släktet Paralimnophila och familjen småharkrankar. Inga underarter finns listade i Catalogue of Life.